# アデヤッコ
アデヤッコ（学名：Pomacanthus  xanthometopon）は、キンチャクダイ科に属する魚の一種。インド太平洋の熱帯海域に分布する。

## 分類と名称
1853年、オランダの魚類学者であるピーター・ブリーカーによって Holocanthus xanthometopon として記載された。タイプ産地はスマトラ島であった。種小名は「黄色い額」を意味し、目の周りが黄色いことに由来する。

## 分布と生息地
モルディブ諸島からマレーシア、インドネシア、日本、台湾、フィリピン、オーストラリア、ミクロネシアまでのインド太平洋東部に分布する。日本では稀種で、慶良間諸島や八重山諸島で少数が見られる程度。水深25 m未満のラグーン、サンゴ礁、岩礁に生息し、岩の間や海中洞窟の近くに多い。幼魚は洞窟内でよく観察される。

## 形態

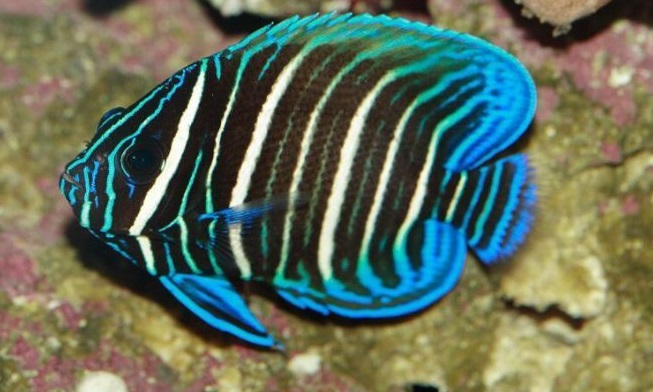
幼魚

全長は通常25 cmで、最大で38 cmに達する。体は側扁した楕円形で、口は吻先のすぐ上にある。鰭は黄色で大きく丸く、青く縁取られる場合もある。背鰭は13 - 14棘と16 - 18軟条から成り、尾の直前にあり、基部には大きな黒点がある。黒点の中には青い斑点が散らばる。臀鰭は3棘と16 - 18軟条から成る。鱗は淡い青色で、黄色く縁取られるため全体では網目模様に見える。顔は黄色で、下側は青い線が密集しており、目の周りは濃い黄色。幼魚は6本の白い横縞が入り、尾鰭にも2本の青い横縞が入る。幼魚と成魚では別種のように模様が異なるが、体長7 - 12 cmで徐々に体色が変化していく。ロクセンヤッコの幼魚は本種の幼魚と似るが、本種は成長に伴い目の周囲がオレンジ色になる。

## 生態
単独またはペアで行動する。岩の割れ目などに沿うように泳ぐ。警戒心が強くすぐ隠れようとし、縄張り意識もかなり強い。尾索動物、海綿動物、藻類を捕食する。

## 人間との関係
観賞魚として人気が高く、「ブルーフェイス・エンゼル」という名で流通する。気が強く他の魚を追い回すこともあるが、丈夫なため初心者でも飼育できる。しかし流通量は少ない。